# Leiodes dubius
Leiodes dubius is een keversoort uit de familie van de truffelkevers (Leiodidae). De wetenschappelijke naam van de soort is voor het eerst geldig gepubliceerd door Johann Gottlieb Kugelann.